# Littérature chypriote
La littérature chypriote couvre la littérature de Chypre écrite principalement en grec mais aussi dans une moindre mesure en turc, anglais ou d'autres langues, y compris le français, l'arménien ou l'italien. Le dialecte chypriote du grec moderne appartient au groupe sud-est des dialectes grecs modernes.

## Ancien / Médiéval

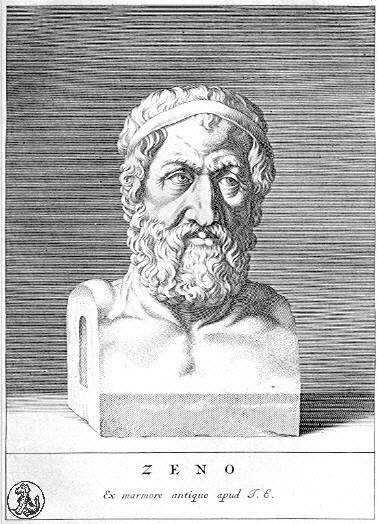
Zénon de Kition

La production littéraire (connue) de l'Antiquité comprend les Chants cypriens, un poème épique, probablement composé à la fin du VIIe siècle av. J.-C. et attribué à Stasinos. Zénon de Kition est le fondateur de l'école philosophique stoïcienne, suivi de son ami et disciple Persaios.
Chypre figure également dans la littérature chrétienne primitive comme les Actes des Apôtres selon lesquels les Apôtres Barnabas et Paul prêchent sur l'île. Voir Religion à Chypre, Église de Chypre, Christianisme arménien à Chypre, Église catholique à Chypre.
Les écrivains chypriotes médiévaux incluent Léontios de Néapolis, Althéïde et le patriarche Grégoire II de Constantinople. La poésie épique byzantine, notamment les « chansons acritiques », fleurit au Moyen Âge.

## Bas Moyen Âge et Renaissance
La législation du royaume de Chypre au Moyen Âge, connue sous le nom d'Assises de Jérusalem, est rédigée en grec de l'époque, ainsi qu'en français. Les assises sont traduites en italien en 1531 et restent la plus grande collection de lois médiévales survivantes.
En ce qui concerne l'historiographie, les œuvres médiévales les plus importantes sont les chroniques de Léonce Machairas (1380c-1450c) et Georgios Boustronios (en) (1440c-1501), couvrant la période sous la domination franque (1191-1489), écrites en grec avec de nombreuses influences françaises.
Un grand ensemble de sonnets suivant le style de Pétrarque et de Poèmes d'amour écrits en grec médiéval, date du XVIe siècle, lorsque Chypre est une possession de la république de Venise. Certains d'entre eux sont de véritables traductions de poèmes écrits par Pétrarque, Bembo, Arioste et Sannazzaro. La majorité de la pièce Othello de William Shakespeare se déroule sur Chypre vénitienne.

## Période moderne
Le siècle de la Chypre vénitienne (1489-1571) cède le pas aux trois siècles de la Chypre ottomane (1571-1878), avant de laisser la place à la colonie britannique de Chypre (1878-1960, protectorat puis annexion).

## Période contemporaine
L'histoire de Chypre reste agitée, après l'indépendance (1960) : violences inter-ethniques à Chypre (1955-1967), coup d'État de 1974 à Chypre, invasion turque de Chypre (1974), partition de Chypre (1964/1975-présent), ligne verte (zone démilitarisée)...
Parmi les personnalités littéraires modernes de Chypre écrivant en grec figurent le poète et écrivain Costas Montis (en) (1914-2004), le poète Kyriakos Charalambides (en) (1940-), le romancier Panos Ioannides (en) (1935-), le poète Michalis Pasiardis (1938-), le poète et traducteur Stephanos Stephanides (1949-), l'écrivain Nikos Nikolaides (en) (1884-1956), l'écrivain d'horreur Fivos Kyprianou, Stylianos Atteshlis, Loukis Akritas et Dimitris Gotsis. Dimitris Lipertis, Vasilis Michaelides et Pavlos Liasides sont des poètes folkloriques qui ont écrit des poèmes principalement en grec chypriote,. Le dialecte local est traditionnellement utilisé pour les chansons folkloriques et la poésie, y compris τσιαττιστά (poésie de combat) et la tradition des ποιητάρηες (bardes).
Parmi les personnalités littéraires modernes de Chypre écrivant en turc figurent les poètes Özker Yaşın, Neşe Yaşın, Neriman Cahit et Mehmet Yaşın. Neşe Yaşın est une poète et auteure chypriote turque bien connue, qui écrit principalement en turc, bien qu'un nombre considérable de ses œuvres en prose sont traduites en grec et en anglais. En 2002, son roman Secret History of Sad Girls est interdit dans la partie occupée de l'île et en Turquie et elle reçoit de multiples menaces de mort de nationalistes turcs. Sevgül Uludağ est une journaliste d'investigation qui, en plus d'avoir joué un rôle déterminant dans la découverte d'informations sur des milliers de Chypriotes grecs disparus, est également l'auteure de plusieurs livres. Urkiye Mine Balman écrit dans une grande variété de genres, mais ses œuvres sont principalement des poèmes romantiques décrivant parfois une villageoise solitaire ou la vie à la campagne et des romances à longue distance. Balman a publié ses travaux dans les magazines littéraires Yesilada, Türk Dili et Türk'e Dogru en Turquie.
Les écrivains basés à Chypre qui écrivent dans d'autres langues comprennent la poétesse arménienne de Chypre,Nora Nadjarian. Il y a aussi une présence de plus en plus forte d'écrivains chypriotes émigrés temporaires et permanents dans la littérature mondiale, ainsi que des écrits d'écrivains chypriotes de deuxième et troisième génération nés ou élevés à l'étranger, écrivant souvent en anglais. Cela comprend des écrivains tels que Andreas Koumi, Miranda Hoplaros, Stephen Laughton, Christy Lefteri, Eve Makis, Michael Paraskos, Stel Pavlou et Stephanos Stephanides. Paul Stenning, auteur et chroniqueur de l'archevêque Makarios III, vit à Paphos.

## Autres
Chypre est également été un lieu d'inspiration et de production littéraire pour les auteurs non natifs au cours du XXe siècle.
Lawrence Durrell a vécu à Chypre de 1952 au 26 août 1956 et a écrit le livre Limons acides concernant son séjour là-bas, qui lui a valu le deuxième prix Duff Cooper en 1957.
Le lauréat du prix Nobel Georges Séféris, originaire de Grèce, est fortement influencé par Chypre. Il écrit l'un de ses ouvrages les plus célèbres (Journal de bord III - initialement intitulé Chypre, où il m'a été ordonné…) alors qu'il travaille pour la mission diplomatique grecque sur l'île. Le romancier britannique Paul Stewart est auparavant basé à Chypre, et l'île a été le lieu du roman The Sunrise de Victoria Hislop en 2015.